# Mistrzostwa Europy w strzelaniu z 10 metrów 2019
48. Mistrzostwa Europy w strzelaniu z 10 metrów odbyły się w Osijeku w Chorwacji między 16 a 25 marca 2019. Ich organizatorem była Europejska Konfederacja Strzelecka (ESC) i Chorwacki Związek Strzelecki.
Zawody odbywały się w hali Dvorana Gradski vrt.

## Wyniki

### Mężczyźni
| Konkurencja                                        | Złoto                            | Srebro                     | Brąz                            |
| -------------------------------------------------- | -------------------------------- | -------------------------- | ------------------------------- |
| Karabin pneumatyczny                               | Władimir Maslennikow (249,3 pkt) | Brian Baudouin (247,1 pkt) | Jewgienij Panczenko (226,5 pkt) |
| Karabin pneumatyczny (drużynowo)                   | Rosja                            | Serbia                     | Węgry                           |
| Pistolet pneumatyczny                              | Pawło Korostyłow (241,3 pkt)     | Damir Mikec (239,9 pkt)    | Giuseppe Giordano (219,4 pkt)   |
| Pistolet pneumatyczny (drużynowo)                  | Włochy                           | Ukraina                    | Rosja                           |
| Strzelanie do tarczy                               | Władisław Prianisznikow          | Aleksandr Blinow           | Ihor Kizyma                     |
| Strzelanie do tarczy (drużynowo)                   | Rosja 1726 pkt                   | Szwecja 1713 pkt           | Finlandia 1693 pkt              |
| Strzelanie do tarczy (konkurs mieszany)            | Krister Holmberg 388             | Jonas Bedrich 385          | Władisław Prianisznikow 383     |
| Strzelanie do tarczy (konkurs mieszany, drużynowy) | Szwecja 1141                     | Finlandia 1136             | Rosja 1128                      |

### Kobiety
| Konkurencja                                        | Złoto                                      | Srebro                              | Brąz                       |
| -------------------------------------------------- | ------------------------------------------ | ----------------------------------- | -------------------------- |
| Karabin pneumatyczny                               | Laura-Georgeta Coman 249,1 (10,3+10,4) pkt | Nina Christen 249,1 (10,3+10,3) pkt | Franziska Peer 228,3 pkt   |
| Karabin pneumatyczny (drużynowo)                   | Rosja                                      | Włochy                              | Rumunia                    |
| Pistolet pneumatyczny                              | Klaudia Breś (243,2 pkt)                   | Anna Korakaki (242,9 pkt)           | Veronika Major (219,5 pkt) |
| Pistolet pneumatyczny (drużynowo)                  | Niemcy                                     | Ukraina                             | Rosja                      |
| Strzelanie do tarczy                               | Julija Eidenzon                            | Halyna Awramienko                   | Olga Stiepanowa            |
| Strzelanie do tarczy (drużynowo)                   | Rosja 1699                                 | Ukraina 1675                        | Armenia 1607               |
| Strzelanie do tarczy (konkurs mieszany)            | Halyna Awramienko 374 (19)                 | Olga Stiepanowa 374 (18)            | Julija Eidenzon 369        |
| Strzelanie do tarczy (konkurs mieszany, drużynowy) | Rosja 1109                                 | Ukraina 1101                        | Armenia 1089               |

## Klasyfikacja medalowa
| Poz. | Reprezentacja | złoto | srebro | brąz | Razem |
| ---- | ------------- | ----- | ------ | ---- | ----- |
| 1.   | Rosja         | 14    | 7      | 9    | 30    |
| 2.   | Ukraina       | 7     | 6      | 1    | 14    |
| 3.   | Finlandia     | 2     | 1      | 2    | 5     |
| 4.   | Czechy        | 2     | 1      | 0    | 3     |
| 5.   | Niemcy        | 1     | 3      | 6    | 10    |
| 6.   | Węgry         | 1     | 2      | 5    | 8     |
| 7.   | Włochy        | 1     | 2      | 1    | 4     |
| 8.   | Szwecja       | 1     | 2      | 0    | 3     |
| 9.   | Dania         | 1     | 1      | 1    | 3     |
| 10.  | Rumunia       | 1     | 0      | 1    | 2     |
|      | Turcja        | 1     | 0      | 1    | 2     |
| 12.  | Polska        | 1     | 0      | 0    | 1     |
| 13.  | Serbia        | 0     | 2      | 1    | 3     |
| 14.  | Białoruś      | 0     | 2      | 0    | 2     |
| 15.  | Armenia       | 0     | 1      | 2    | 3     |
| 16.  | Francja       | 0     | 1      | 1    | 2     |
| 17.  | Grecja        | 0     | 1      | 0    | 1     |
|      | Szwajcaria    | 0     | 1      | 0    | 1     |
| 19.  | Austria       | 0     | 0      | 1    | 1     |
|      | Gruzja        | 0     | 0      | 1    | 1     |